# 天才少年ドギー・ハウザー
『天才少年ドギー・ハウザー』（てんさいしょうねんドギー・ハウザー）は1989年9月19日から1993年3月24日までアメリカで製作されたテレビドラマで、ABCテレビにて放映された。原題は『Doogie Howser, M.D.』（医学博士ドギーハウザー）。
日本ではNHKで1992年から、教育テレビの海外ドラマ枠で放送された。

## ストーリー
ドギー（ドゥギーとも発音される）ことダグラス・ハウザーは10代の医学博士。神童で、高校教育を9週間で終え、わずか10歳でプリンストン大学を卒業。その後4年で医学博士となり、14歳にして華奢で最年少の臨床医になった（毎回同じセリフのナレーションがオープニングに流れる）。劇中では16歳から19歳までの成長が描かれている。
ドギーは天才少年という役柄であるが知能が高い点以外は性格も普通の少年であり、親友のビニーを始め、同年代の級友たちとは対等に接し、自らの才能への慢心もない。ビニーと喧嘩もすれば仲直りもする、ガールフレンドとデートの約束をする、父親の愛車を貸して欲しいと頼むなど、ごく普通の少年・青年である。
ドギーの父も医者（小児科医）、母はカウンセラー。親友ビニーは隣に住んでおり、朝食のコーヒーを勝手にもらいにきたり、窓をよじ登ってドギーの部屋に入ってきたりする。ドギーの家族も半ば家族として認めており、ビニーも自分の家のように遠慮なくコーヒーを勝手に入れたりする。そんな図々しいところもあり、迷惑をかけるビニーはしばしばドギーにとって良き相談相手であり、他者の観点から正しい忠告をする。
ドギーが医者である設定上、病院内での出来事や医学にまつわる出来事が多いのだが、それらを解決するには必ずしも知能指数の高さだけが必要では無い。親友ビニーが諭すように理屈だけでは解らない人の心の内側、その他の登場人物がドギーにみせる喜怒哀楽などが「知能指数が高いだけで全てが解決できるわけではない」ことをドラマを通して知らせるように描かれている。
各エピソードの最後は必ずドギーが自分のパソコンに向かい、その日の日記を綴るところで終了する（オリジナル版にはナレーションは一切無いが、NHKで放送された吹き替え版には綴りにあわせてドギーの独白が挿入された）。
ドラマは約3年半で終了したが、『フレンズ』で引用されるなど、ドギー・ハウザーは天才少年の代名詞となっている。

## キャスト
（）内は吹替え声優
- ドギー・ハウザー：ニール・パトリック・ハリス（浪川大輔(初回放送時のみ)→合野琢真[1]）
- ビニー・デルピーノ：マックス・カセラ（菊池英博[2]）
- デビッド・ハウザー（ドギーの父）：ジェームズ・B・シッキング（坂口芳貞[3]）
- キャサリン・ハウザー（ドギーの母）：ベリンダ・モンゴメリー（平淑恵[4]→小宮和枝）
- キャンフィールド院長：ローレンス・プレスマン（山野史人[5]）
- ジャック：ミッチェル・アンダーソン（佐久田修[6]）
- カーリー：キャスリン・レイン（榎本智恵子[7]）
- レイモンド：マーカス・レドモンド（古川悦史[8]）
- ワンダ：リサ・ディーン・ライアン（片岡みえ[9]）
- ジェニー：ルーシー・ボーヤー（加賀恵）
- オープニング・ナレーション：池田秀一[10]

## スタッフ
- 製作：スティーブン・ボチコ／デビッド・E・ケリー
- 音楽：マイク・ポスト

## 各話リスト
| #  | 邦題                       | 原題                             | 放送日         |
| -- | -------------------------- | -------------------------------- | -------------- |
| 1  | 名外科医は16歳             | Pilot                            | 1994年 4月8日  |
| 2  | 女の子ってむずかしい       | The Ice Queen Cometh             | 4月15日        |
| 3  | 美女・ビクトリアの願い     | A Stitch Called Wanda            | 4月22日        |
| 4  | パーティーはこりごり       | Frisky Business                  | 4月29日        |
| 5  | ドギーの独立宣言           | The Short Goodbye                | 5月6日         |
| 6  | 仲直りの秘けつ             | Simply Irresistible              | 5月13日        |
| 7  | 10万ドルの誘惑             | Vinnie Video Vici                | 5月20日        |
| 8  | ビニーの監督デビュー       | Blood and Remembrance            | 5月27日        |
| 9  | 悩み多き女性たち           | She Ain't Heavy, She's My Cousin | 6月3日         |
| 10 | 父の年中行事               | My Old Man and the Sea           | 6月10日        |
| 11 | ビニーの友情               | Tonight's the Night              | 6月17日        |
| 12 | それぞれのクリスマス       | Doogie the Red-Nosed Reindeer    | 6月24日        |
| 13 | ドギー クイズに挑戦        |                                  | 7月1日         |
| 14 | ケンカも時には楽し         |                                  | 7月8日         |
| 15 | 母の悔いなき人生           |                                  | 7月15日        |
| 16 | 男は度胸                   |                                  | 7月22日        |
| 17 | ビニーの決心               |                                  | 7月29日        |
| 18 | ドギーの大変身             |                                  | 8月5日         |
| 19 | 人質の二人                 |                                  | 8月12日        |
| 20 | 失意の父                   |                                  | 8月19日        |
| 21 | ビニーのかなわぬ恋         |                                  | 8月26日        |
| 22 | おべっかは身の破滅         |                                  | 1993年 3月15日 |
| 23 | 悲しい別れ                 |                                  | 9月9日         |
| 24 | ドギーが愛した女の子       |                                  | 9月16日        |
| 25 | 人生は不可解               |                                  | 9月23日        |
| 26 | ドーゲンシュタインの怪物   |                                  | 9月30日        |
| 27 | 招かれざる客               |                                  | 10月7日        |
| 28 | アイドルになったドギー     |                                  | 10月14日       |
| 29 | ビニーのお手柄             |                                  | 10月21日       |
| 30 | 頑固な父親                 |                                  | 10月28日       |
| 31 | 偉大なるブルース歌手       |                                  | 11月4日        |
| 32 | 正直は宝                   |                                  | 11月11日       |
| 33 | ビニーは親友               |                                  | 11月18日       |
| 34 | ドギー ボディビルに挑戦    |                                  | 11月25日       |
| 35 | 祖父の過ち                 |                                  | 12月2日        |
| 36 | 院長の恋                   |                                  | 12月9日        |
| 37 | ビニーの推薦状             |                                  | 12月16日       |
| 38 | ドギーの浮気               |                                  | 12月23日       |
| 39 | 知りたくない真実           |                                  | 12月30日       |
| 40 | 悲しみのあとに             |                                  | 1995年 1月6日  |
| 41 | うそつきは卑怯（ひきょう） |                                  | 1月13日        |
| 42 | 勇気ある決断               |                                  | 1月20日        |
| 43 | 父と息子                   |                                  | 1月27日        |
| 44 | ワンダとの破局             |                                  | 2月3日         |
| 45 | おじいちゃんの昔話         |                                  | 2月10日        |
| 46 | 母の心                     |                                  | 2月17日        |
| 47 | 友の旅立ち                 |                                  | 2月24日        |
| 48 | ビニーの神頼み             |                                  | 3月3日         |
| 49 | 裏切り                     |                                  | 3月10日        |
| 50 | ワンダの自立               |                                  | 3月17日        |
| 51 | 遠くて近きは               |                                  | 3月24日        |
| 52 | 2人の独立宣言 前編         |                                  | 3月31日        |
| 53 | 2人の独立宣言 後編         |                                  | 4月7日         |
| 54 | ビニーの助っ人             |                                  | 4月14日        |
| 55 | ああ青春                   |                                  | 4月21日        |
| 56 | 別れの道                   |                                  | 4月28日        |
| 57 | 我が家の南北戦争           |                                  | 5月5日         |
| 58 | ワンダの思い出             |                                  | 5月12日        |
| 59 | 家族の絆                   |                                  | 5月19日        |
| 60 | 仲よし四人組               |                                  | 5月26日        |
| 61 | 笑いは妙薬                 |                                  | 6月2日         |
| 62 | 美は心で見よ               |                                  | 6月9日         |
| 63 | 危険な再会                 |                                  | 6月16日        |
| 64 | ミイラの呪い               |                                  | 6月23日        |
| 65 | ドギーのアルバイト         |                                  | 6月30日        |
| 66 | 主役は患者                 |                                  | 7月7日         |
| 67 | ある別れ                   |                                  | 7月14日        |
| 68 | 娘の心母知らず             |                                  | 7月21日        |
| 69 | 父の願い                   |                                  | 7月28日        |
| 70 | 悩み多き十代               |                                  | 8月4日         |
| 71 | ドギーの選択               |                                  | 8月11日        |
| 72 | 思い出は生きる糧           |                                  | 8月25日        |
| 73 | 長かった一日               |                                  | 9月1日         |
| 74 | ドギーの誤診               |                                  | 9月8日         |
| 75 | 人生は冒険                 |                                  | 9月15日        |
| 76 | 大人への条件               |                                  | 9月22日        |
| 77 | 備えあれば                 |                                  | 9月29日        |
| 78 | つらい体験                 |                                  | 10月6日        |
| 79 | 巣立ち                     |                                  | 10月13日       |
| 80 | 手術の恐怖                 |                                  | 10月20日       |
| 81 | 無言の教え                 |                                  | 10月27日       |
| 82 | 正直な心とは               |                                  | 11月3日        |
| 83 | 友との絆                   |                                  | 11月10日       |
| 84 | 優劣は決め難し             |                                  | 11月17日       |
| 85 | 父の門出                   |                                  | 11月24日       |
| 86 | 危険な思い込み             |                                  | 12月1日        |
| 87 | 母のやきもち               |                                  | 12月8日        |
| 88 | にぎやかな侵入者           |                                  | 12月15日       |
| 89 | ビニーの悲恋               |                                  | 12月22日       |
| 90 | ホームズの教え             |                                  | 12月29日       |
| 91 | やっかいな噂               |                                  | 1996年 1月5日  |
| 92 | 12人の怒れる人々           |                                  | 1月12日        |
| 93 | 初恋の人                   |                                  | 1月19日        |
| 94 | 人生量より質               |                                  | 1月26日        |
| 95 | 小さな恋人                 |                                  | 2月2日         |
| 96 | 新たなる出発               |                                  | 2月9日         |
| 97 | 偉大なるブルース歌手       |                                  | 2月16日        |

## リブート版
2021年よりDisney+にて本作のリブート版『天才少女ドギー・カメアロハ』が配信されている。主役はアジア系少女に変更されている。リブート版の作中で本作について1990年代のテレビドラマとして言及されている。
- ラヘラ・“ドギー”・カメアロハ - ペイトン・エリザベス・リー（朝井彩加）
- クララ・ハノン - キャスリーン・ローズ・パーキンス（渡辺美佐）
- ベニー・カメアロハ - ジェイソン・スコット・リー（滝知史）

## 配信
アメリカ合衆国では過去にHuluで配信されていたが2023年3月15日よりDisney+での配信が始まった。

## 日本語版制作スタッフ
※NHK放送分
- 台本：高橋京子（1 - 25）、中村久世（26 - ）
- 飯嶋正広（26 - ）、栗林秀年[15]、関根正治（1 - 25）、山本洋平（26 - ）、好川阿津志